# The Prophetess
The Prophetess, or The History of Dioclesian (Z 627), heute bekannter als Dioclesian, ist eine tragikomische Semi-Oper in fünf Aufzügen von Henry Purcell mit einem Libretto von Thomas Betterton. Die Oper handelt vom mythischen Aufstieg und Fall des römischen Kaisers Diokletian. Ihre Uraufführung fand im frühen Sommer 1690 im Londoner Dorset Garden Theatre statt.

## Handlung
Durch eine erfüllte Verheißung der Prophetin Delphia wird der Soldat Diocles Kaiser Roms. Er bricht jedoch sein Versprechen, Delphias Schwester Drusilla zur Frau zu nehmen. Erst durch von der Prophetin herbeigeführte Schicksalsschläge erfährt er Läuterung von seinem Hochmut.
Das Libretto bedient sich teilweise historischer Personen und Ereignisse wie dem Hintergrund der Römisch-Persischen Kriege oder der legendären Todesursache des Kaisers Carus, ohne dabei jedoch einen historischen oder biografischen Anspruch zu haben.

### Erster Akt
Szene 1, ein Palast
Drusilla klagt ihrer Tante, der Prophetin Delphia, dass ihre Zuneigung zu dem Soldaten Diocles keine Erwiderung findet. Die Seherin mahnt sie zur Geduld und erinnert an ihre Prophezeiung gegenüber Diocles: Wenn er einen gewaltigen Eber tötet, soll er Kaiser werden. Die Erfüllung sei so sicher wie Tag und Nacht – Diocles habe einzig den richtigen Eber noch nicht getroffen. Danach aber werde er Drusilla zur Frau nehmen.
Kaiser Charinus und seine Schwester Aurelia sind schockiert, als der Kommandant Niger ihnen von der Ermordung ihres Bruders Numerianus, mit dem sich Charinus die Regentschaft teilt, berichtet. Sie versprechen jedem, der den Mörder Volutius Aper tötet, Aurelias Hand und die Partnerschaft als Kaiser.
Szene 2, ein Landhaus am Waldrand
Diocles verbringt seit der Prophezeiung die meiste Zeit bei der Wildschweinjagd. Sein Neffe Maximinian und sein Diener Geta, die neueste Beute schleppend, scherzen über die Erfolgsaussichten dieses Unterfangens, aber Diocles bleibt überzeugt. Als Delphia eintritt, will Maximinian einen Speer nach ihr werfen, um sie als Hochstaplerin zu entlarven, doch findet sich augenblicklich gelähmt. Diocles erneuert nach dieser Demonstration seinen Schwur, Drusilla zu heiraten.
Als Niger mit der Proskription über ihren General Volutius Aper auftritt, erkennen alle Beteiligten sofort, dass es sich um den schicksalhaften „Eber“ (lateinisch aper „Eber“, „Keiler“) handeln muss.

### Zweiter Akt
Szene 1, Fortsetzung
Delphia versichert die besorgte und liebeskranke Drusilla, dass Diocles sich an seinen Schwur halten oder „ein schnelles Grab in seiner Undankbarkeit“ finden werde.
Szene 2, im Wald
Aper weiht seinen Hauptmann in seinen Plan ein, die Macht zu ergreifen, wenn die Zeit reif ist. Er will sich erst als Mörder von Numerianus offenbaren, wenn die Positionen der Volkstribune und Centurionen geklärt seien. Solange lässt er die Soldaten in dem Glauben, der Kaiser habe sich bloß in seine Sänfte zurückgezogen, um um seinen vom Blitz getroffenen Vater zu trauern.
Diocles, Maximinian und Geta erscheinen bewaffnet. Nachdem er den Hauptmann tötet und Apers Täuschung aufdeckt, machen die anwesenden Soldaten Diocles zu ihrem neuen Anführer.
Szene 3, Rom
Um die Prophezeiung zu erfüllen, tötet Diocles den gefangen genommenen, geständigen Aper vor dem Senat. Delphia und Drusilla, die der Szene unbemerkt in einem von fliegenden Drachen gezogenen Wagen beiwohnen, lassen Musik erklingen, was von allen als göttliches Zeichen verstanden wird. Die Senatoren ernennen Diocles zum Kaiser, der sich fortan den Namen Dioclesian gibt.
Die schöne Aurelia tritt gemeinsam mit Charinus auf und bietet Diocles ihre Hand an. Wie von Drusilla befürchtet, wird prompt nach einem Flamen gerufen, um die Ehe zu schließen. Als dieser herbeikommt, verdunkelt Delphia den Himmel und beschwört ein Monster herauf, kann die Hochzeit jedoch nur bis nach Numerianus’ Bestattung vertagen.

### Dritter Akt
Szene 1, ein Raum mit Stühlen
Delphia zieht Maximinian in ihren Bann, um seine Eifersucht gegen Diocles zu verwenden. Geta, der sich schon als Ädil Getianus sieht, genießt bereits die Bestechungen verschiedener Bittsteller. Er erinnert sich kaum an die Frauen, lässt sie aber zu Diocles passieren.
Szene 2, Diocles’ Palast
Delphia droht, Diocles’ Schicksal zu wenden, sollte er nicht sein Versprechen halten. Obwohl Diocles um Delphias Macht weiß und sich an seinen Schwur erinnert, lehnt er Drusilla ab: „I am now for Queens, for none but Divine Beauties; […] I grant I made a Vow; what was I then?“ (Thomas Betterton: The Prophetess). Er lässt die beiden Frauen stehen.
Delphia schwört Rache:

„Mean time I’ll haunt you. Cry not Child, be confident.

’Ere long thou shalt more pitty him, (observe me)

And pitty him in truth, than now thou seekst him.

My Art shall fail me else; come, no more weeping.“

„Bis dahin werde ich dich heimsuchen. Weine nicht, Kind, sei sicher.

Schon bald sollst du ihn mehr bemitleiden, (wart’s ab)

Wahrhaftig bemitleiden, als du ihn jetzt begehrst.

Oder meine Macht soll mich verlassen; Komm, weine nicht mehr.“

Szene 3, der vorige Raum
Dem machttrunkenen Geta kommen die beiden Frauen gerade recht, um seine Willkür zu erproben. Erst als Delphia die Zierfiguren und die Bestuhlung des Raums zu einem Tanz animiert, ergreift er die Flucht.
Szene 4, ein prachtvoller Palast
Charinus und Aurelia befinden sich in einem Streit mit persischen Gesandten. Diese erbitten die Freilassung ihrer Prinzessin Cassana, doch Aurelia will sie als Dienerin behalten. Die Gesandten erklären darüber den Krieg und gehen ab.
Maximinian erscheint. Zu seiner Überraschung erwidert Aurelia seine Liebe und erklärt diese nicht nur ausschweifend, sondern verleugnet auch Diocles, als er dazu kommt, gänzlich.
Delphia und Drusilla finden den unglücklichen Diocles allein vor. Während Delphia ihn verspottet, hat Drusilla Mitleid und ist glücklich, als Diocles sie auf Knien um Verzeihung bittet. Diocles’ Gesinnung ändert sich jedoch schnell, als Aurelia zurückkehrt und augenscheinlich wieder sie selbst ist. Er verhöhnt Delphias Hexenkunst und will eher sterben, als Drusilla zu heiraten.

### Vierter Akt
Szene 1
In einem von Delphia arrangierten Hinterhalt sind Aurelia, Charinus und Maximinian von den Persern gefangen genommen worden. Diocles lässt Truppen zusammenziehen, um die Verfolgung aufzunehmen, ahnt jedoch, dass Delphia hinter seinen Rückschlägen steckt:

„The chearfulness of my Soldiers, gives assurance

Of good success abroad, if first I make

My Peace at home here; there is something chides me,

And sharply tells me, that my breach of Faith,

To Delphia, and Drusilla, is the ground

Of my misfortunes; she was my better Angel,

And thus I do invoke her. All-knowing Delphia!

Thou more, much more than Woman,

Look on thy Creature.

And as thou twice hast pleas’d to shew thy self

To reprehend my falshood; now vouchsafe

To see my low submission.“

„Der Mut meiner Soldaten sichert

Erfolg in der Fremde, wenn ich nur erst

Daheim Versöhnung finde; Etwas mahnt mich,

Und sagt mir klar, mein Verrat,

An Delpha, und Drusilla, ist der Grund

Für meine Schicksalsschläge; sie war meine gute Seele,

Und so rufe ich sie auch an. Allwissende Delphia!

Du mehr, viel mehr als eine Frau,

Sieh auf dein Werk.

Und wie du dich zwei mal zeigen mochtest,

Um meine Falschheit zu tadeln; lasse dich nun herab,

Meine tiefe Unterwerfung zu besehen.“

Mit Drusillas Hilfe kann er sie von seiner Aufrichtigkeit überzeugen. Zu Diocles’ endgültiger Läuterung demonstriert Delphia in einer beeindruckenden Illusion, wozu sie noch fähig gewesen wäre. Sie schwingt ihren Stab und in einer lebensechten Grabstätte liegt tot die aufgebahrte Aurelia. Das Bild verschwindet so schnell wie es erschienen ist. Diocles schließt sich Drusilla an.
Szene 2, ein Wald
Geta findet keinen Gefallen an dem Kriegstreiben. Er erklärt Niger und den Soldaten, die ihn zum Kampf überreden wollen, dass seine Position Unversehrtheit erfordere und er sich von den Entbehrungen seines früheren Lebens entwöhnt habe.
Szene 3, Zeltlager der Perser
Der persische König Cosroe heißt seine Schwester willkommen und droht den Römern, die sie misshandelt haben. Cassana ist bereit, Aurelia zu vergeben. Sie verspricht ihr gute Behandlung, doch die Römer geben sich unbeugsam, was den umstehenden Persern imponiert. Cosroe schwört, sie zu brechen, als Niger eintritt. Er überbringt Dioclesians Bitte, die Gefangenen bis zum Ausgang des Kriegs gut zu behandeln, welche Cosroe akzeptiert.
Szene 4
Geta ist verwundet und will fliehen, wird aber von seinen Soldaten zum Kampf gezwungen. Er wehrt die anrückenden Perser ab. Niger erscheint und bläst zum Angriff auf die letzte verbleibende Perserformation, in der Cosroe selbst kämpft. Die Römer sind siegessicher.
Szene 5, Zelte im Wald, in der Mitte das Dioclesians
Sänger und Tänzer feiern Dioclesians Triumph. Dieser gibt sich bescheiden, schenkt Cosroe und den gefangenen Persern die Freiheit und überlässt Maximinian seine Hälfte des Throns und die willige Aurelia. Er hält um Drusillas Hand an und zieht sich auf das einfache Gehöft seines Vaters zurück.

### Fünfter Akt
Szene 1, ein Palast
Maximinian ist unzufrieden mit seinem unverdienten und nur geteilten Ruhm. Er fürchtet, dass Dioclesian seine Macht nur billigt, und ebenso leicht wieder entziehen kann. Aurelia und er stellen sich offen gegen Charinus.
Szene 2, ein Waldweg zu Dioclesians Gehöft
Dioclesian und Drusilla leben sorglos glücklich. Während ihre bäuerlichen Nachbarn sowie Delphia und Geta sie besuchen und mit Musik unterhalten, tauchen Maximinian und Aurelia mit einigen Soldaten auf. Sie erklären ihre Absicht, Dioclesian aus dem Weg zu schaffen. Als ihre Soldaten angreifen wollen, blitzt und donnert es, dass die Erde bebt. Delphia ruft Maximinian und Aurelia mit ihrem übernatürlichen Schauspiel zur Vernunft; Dioclesian gewährt den beiden Eingeschüchterten Vergebung. Die Versöhnung wird von überschwänglichen Feierlichkeiten und magischen Darbietungen Delphias begleitet. Zum Schluss schließen sich auch noch Charinus und seine Truppen an, die sich zu Dioclesians Rettung auf den Weg gemacht hatten.

## Werkgeschichte

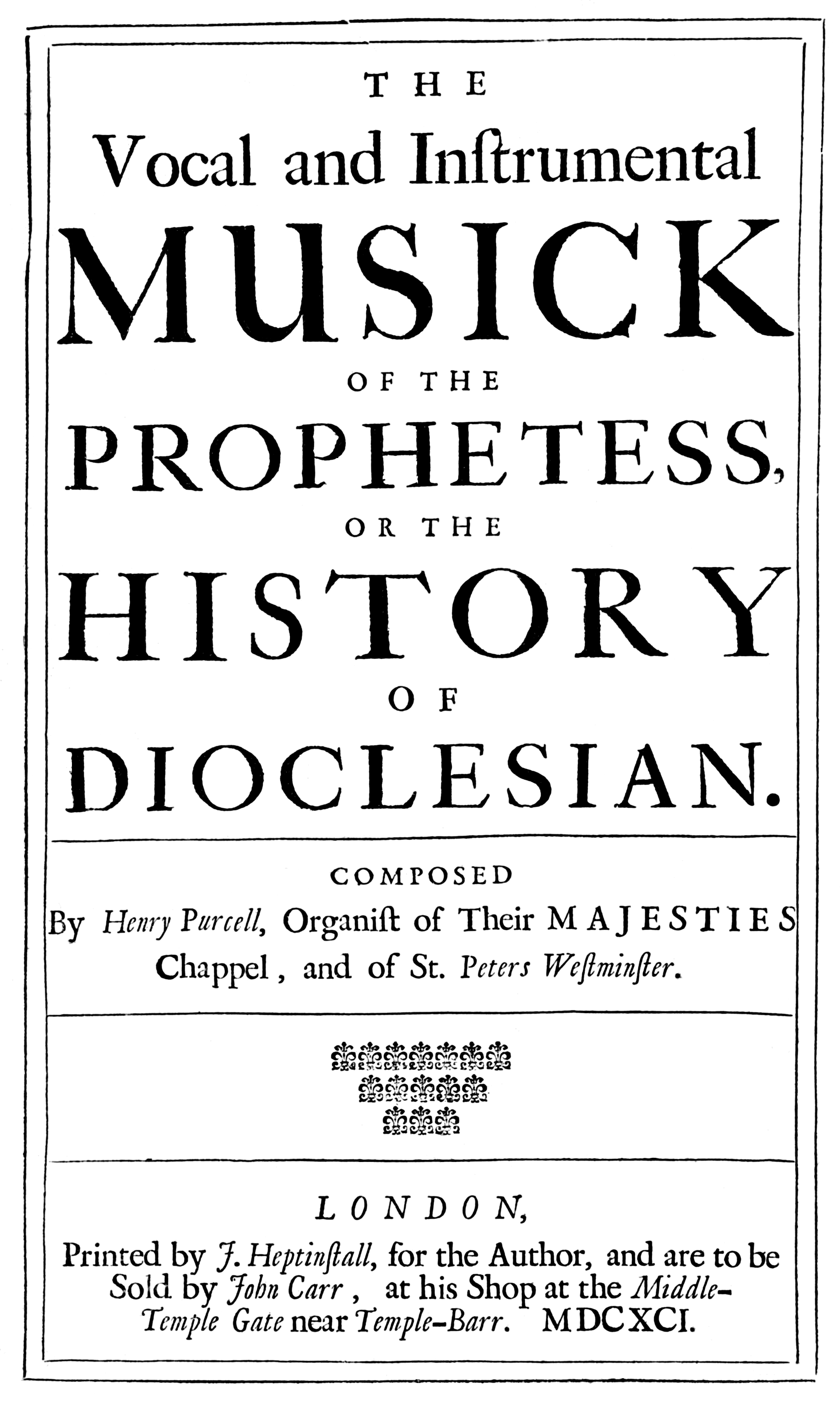
Titelblatt der Partitur, London 1691

Dem Libretto zugrunde lag das Drama The Prophetess von John Fletcher und Philip Massinger aus dem Jahr 1622,:131 welches von dem renommierten Schauspieler und Theaterleiter Betterton „mit Änderungen und Zusätzen, nach Art einer Oper“ adaptiert wurde. Betterton engagierte Purcell, die Musik zu schreiben, und fügte für diese erweiterte Szenen ein. Bis auf einige Straffungen von Handlung und Formulierungen sind weite Teile des Librettos mit der Vorlage identisch.:131
Der Uraufführung voran ging ein gesprochener Prolog von John Dryden, der aber aufgrund seiner sehr direkten Bezugnahme auf den Krieg der zwei Könige Wilhelms III. und die Regentschaft Marias II. fortan der Zensur durch den Earl of Dorset zum Opfer fiel.

## Hintergrund
Dass The Prophetess überhaupt in dieser Form adaptiert wurde, kann als Beleg für Henry Purcells hohes Ansehen verstanden werden.:62 Die Uraufführung war ein kostspieliges Spektakel und angesichts sinkender Besucherzahlen ein gewagter Versuch von Thomas Betterton, das Interesse am Theater zu erneuern: jede Vorstellung beanspruchte die gesamte Kompanie und machte von aufwendiger, teils von Betterton selbst entwickelter Bühnenmaschinerie Gebrauch.
In Purcells Partitur sind sämtliche Solostimmen im Violinschlüssel notiert. Es ist nicht festgelegt, ob die einzelnen Stücke von einer Frau oder von einem Mann gesungen werden sollen. Die Sänger sind zudem nicht konkreten Rollen zugeordnet, sondern treten lediglich allgemein als Vokalisten in Erscheinung. Genauere Angaben als in den zeitgenössischen Manuskripten üblich gibt es hingegen zur Instrumentation. So wird in einigen Sätzen ein Quartett von zwei Oboen, Altoboe und Fagott verlangt.